# Tiempo de vuelo

Representación gráfica del Tiempo de vuelo

El tiempo de vuelo o TOF (del inglés time-of-flight) es el tiempo que tarda una partícula o una onda (acústica, electromagnética o de otro tipo) en recorrer una distancia determinada en un medio determinado
A partir de la medida del tiempo es posible obtener la distancia recorrida, la velocidad y otras magnitudes como la energía cinética o como forma de aprender sobre las propiedades de la partícula o del medio (como la composición o el caudal). El objeto se puede detectar directamente (por ejemplo, mediante un detector de iones en espectrometría de masas) o indirectamente (por ejemplo, mediante la luz dispersada por el objeto en velocimetría doppler láser).

## Principales técnicas
El tiempo de vuelo se puede medir mediante diversas técnicas basadas en la medida del tiempo recorrido por el objeto para cruzar un espacio preestablecido.

### Física de las partículas
En la física de partículas, la medida del TOF se utiliza principalmente para determinar el tipo de partícula detectada. Un experimento clásico de medición de TOF consiste en dos centelleadores a una distancia predefinida. A partir de la medida del TOF se obtiene la velocidad de la partícula y, consecuentemente, su variable {\displaystyle \beta =v/c}, Que representa la relación entre la velocidad de la partícula y la velocidad de la luz. Conociendo el impulso inicial de la partícula, es posible derivar la masa de la partícula de la ecuación simple:
{\displaystyle P\ =\ \gamma \ m\ v\ =\ \gamma \ m\ \beta c}
donde:
- {\displaystyle P} es el impulso de la partícula,
- {\displaystyle \gamma } es el factor Lorentz, en función de {\displaystyle \beta } ,
- {\displaystyle \beta } es la relación entre la velocidad de la partícula {\displaystyle v} y la velocidad de la luz {\displaystyle c} ,
- {\displaystyle m} es la masa de la partícula.

Por ejemplo, en el experimento que supuso el descubrimiento del antiprotón, dos centelleadores colocados a 12 m de distancia permitieron medir el TOF de los piones y antiprotones producidos por la colisión, con un polvo de 1,19 GeV/c. El TOF de los piones era de 42 ns, mientras que el TOF de los antiprotones era de unos 50 ns: conociendo la variable {\displaystyle \beta } (0.99 para piones, 0,78 para antiprotones, por este valor de impulso preciso), se pudo rastrear el tipo de partícula.

### Espectrometría de masas

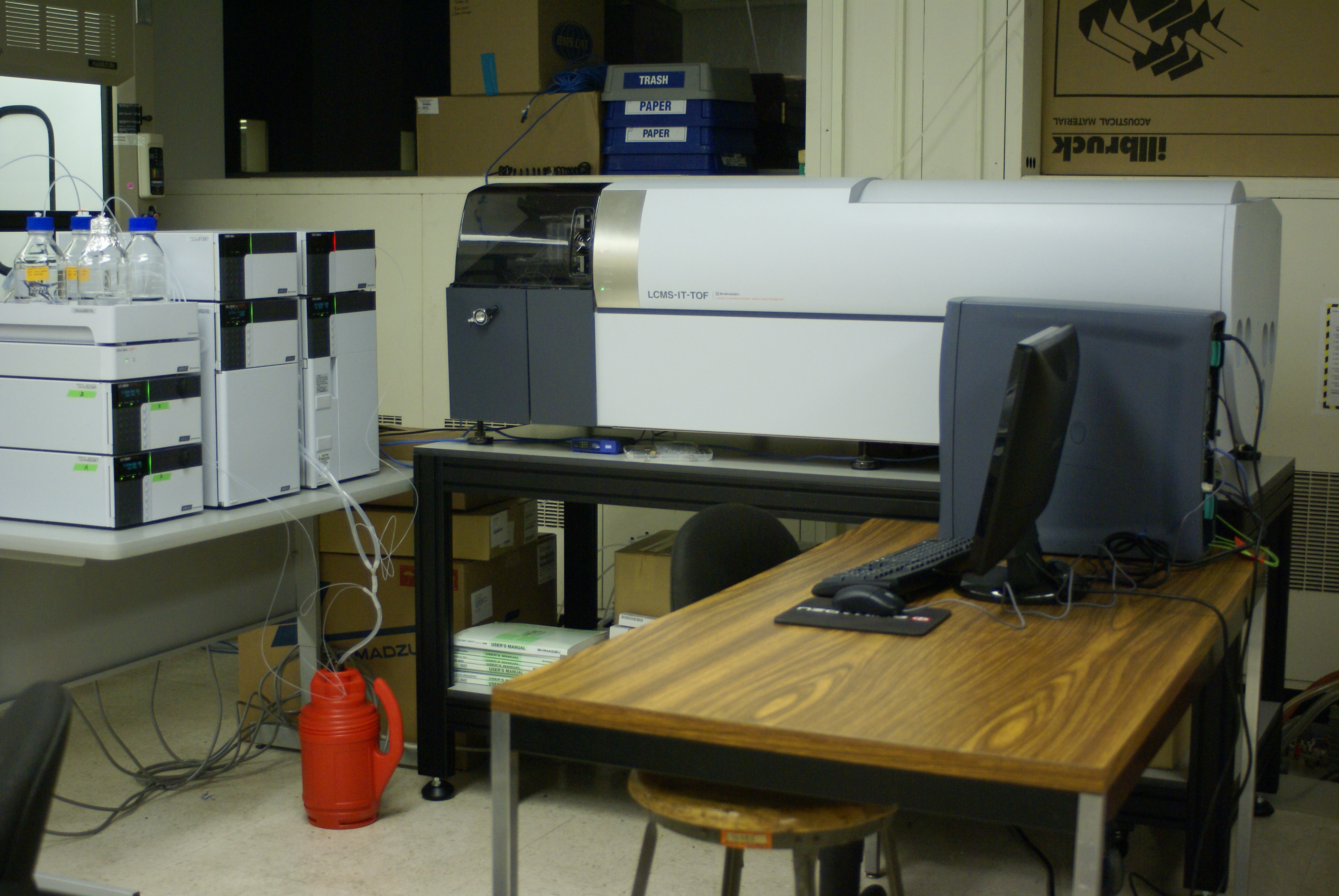
Trampa iónica a tiempo de vuelo de la Shimadzu

En espectrometría, la técnica TOF se utiliza para medidas sobre iones acelerados por un campo eléctrico: los iones son acelerados hasta la misma energía cinética, pero, debido a una relación de carga de masa diferente, tienen velocidades diferentes. Por este motivo, la medida del tiempo de vuelo permite obtener la velocidad del ion, a partir de la cual se puede extraer la relación masa/carga. En particular, en el caso de los electrones (ya que su carga es invariable), la medida del tiempo de vuelo permite obtener su energía cinética.
La técnica de espectrometría de masas en tiempo de vuelo (indicada con el acrónimo TOFMS) se realiza con el analizador de tiempo de vuelo que es capaz de distinguir iones caracterizados por carga y masa diferentes, que, si se acelera por el mismo potencial, viajarán. un espacio igual en diferentes momentos. Este analizador particular sólo se puede combinar con algunas fuentes, algunas por impulsos, como el MALDI. Para superar esta limitación, es posible situar el equipo ortogonalmente a la fuente.

### Electrónica - teléfonos inteligentes
En electrónica, la medición del TOF se utiliza para estimar la movilidad electrónica. Inicialmente, la técnica se utilizó para la medición de películas delgadas y semiconductores de baja conductividad. Se utiliza frecuentemente en estructuras de juntas compuestas de metal-dieléctrico-metal y para transistores OFET (orgánico FET, con semiconductor orgánico). El exceso de cargas se generan por rayos láser o impulsos eléctricos. Hoy día también se utiliza para apagar la pantalla de un teléfono inteligente cuando el usuario se lo acerca a la oreja para así deshabilitar su tactilidad.

### Espectroscopia infrarroja
Dentro del campo de la espectroscopia del infrarrojo cercano (NIRS), el método TOF se utiliza para medir las distancias recorridas por diferentes longitudes de onda en un mismo medio, a partir de las cuales es posible obtener la composición y propiedades del medio estudiado.    